# Sporting Clube de Goa

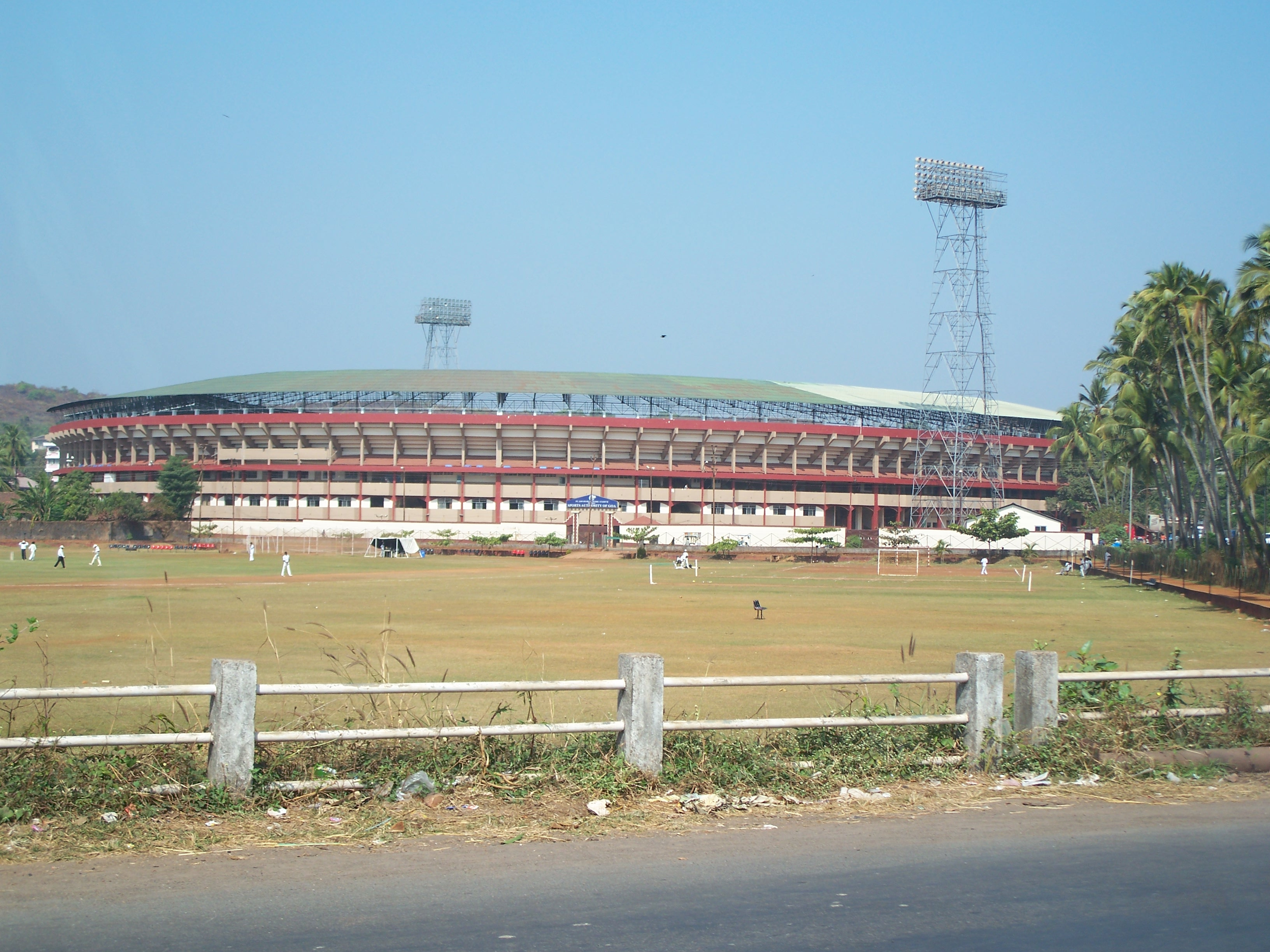
Fatorda Stadium

Sporting Clube de Goa is een Indische voetbalclub uit Margao in de deelstaat Goa.
De club werd in 1999 opgericht toen de club Cidade de Goa ontbonden werd. De club werd Sporting Clube de Goa genoemd, naar de Portugese topclub Sporting Clube de Portugal, de regio Goa was vroeger een Portugese kolonie. In 2003 debuteerde de club in de National Football League. Goa streed meteen mee voor de titel maar moest deze op de laatste speeldag aan Dempo Sports Club laten. 